# La Unión (Múrcia)
La Unión és una ciutat i municipi de la Regió de Múrcia, comarca del Camp de Cartagena. Té una població de 14.692 habitants i un terme municipal amb 24,7 km² que engloba pedanies com Roche i Portman. Tan sols és limítrofa amb el terme municipal de Cartagena. La Unión és a set quilòmetres de la capital de comarca. El nom de la localitat fa honor a la seva fundació com a entitat local el 1869, de la unió dels pobles del Garbanzal i Herrerías, que pertanyien a Cartagena.
Va destacar des d'antic per la seva serra minera, la qual va tenir un auge especial en 1880 amb la concessió de llicències per a l'explotació minera a empreses angleses i franceses. La mineria va atreure a La Unión una gran quantitat d'immigració procedent de l'Andalusia Oriental, i la ciutat va arribar a tenir 40.000 habitants cap a 1910; en aquell moment era la quarta ciutat de la regió murciana. L'auge econòmic de la ciutat va propiciar que la de La Unión fos una de les societats més avançades de la Regió de Múrcia, pel cosmopolitisme i l'origen divers dels seus pobladors. La mineria va abandonar la zona cap a 1930, cosa que deixà un important buit econòmic que es va traduir en una crisi i emigració generalitzada cap a Cartagena: la ciutat va perdre les 3/4 parts de la seva població total.
Actualment se la coneix pel seu festival del Cant de les Mines, declarat d'Interès Turístic Internacional. De l'època de l'esplendor de les mines queden a La Unión una considerable arquitectura modernista, amb la màxima expressió en l'edifici del Mercat.